# Pellorneum
Pellorneum es un género de aves paseriformes perteneciente a la familia Pellorneidae. Sus miembros, denominados comúnmente tordinas, habitan en la región indomalaya.

## Especies
Se reconocen las siguientes especies:
- Pellorneum albiventre – tordina golipinta;
- Pellorneum capistratum – tordina coroninegra;
- Pellorneum fuscocapillus – tordina coroniparda;
- Pellorneum palustre – tordina palustre;
- Pellorneum ruficeps – tordina pechiestriada;
- Pellorneum tickelli – tordina de Tickell;
- Pellorneum buettikoferi – tordina de Sumatra;
- Pellorneum pyrrogenys – tordina de Temminck.